# Premières Côtes de Bordeaux

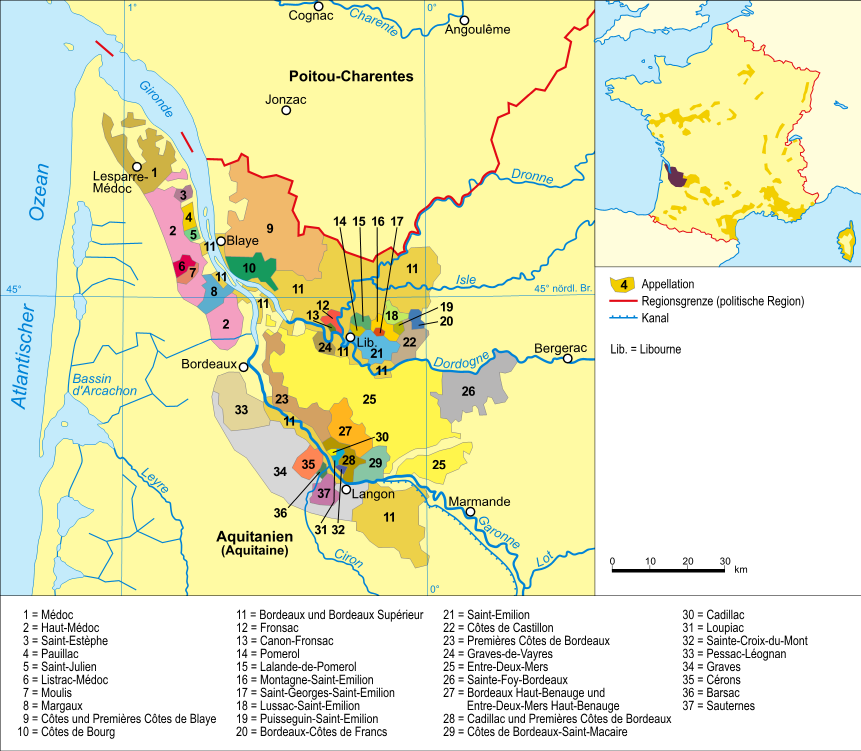
Das Weinbaugebiet Bordeaux

Das Weinbaugebiet Premières Côtes de Bordeaux ist Teil des übergeordneten Gebiets Bordeaux und erstreckt sich als vier bis fünf Kilometer breiter Streifen entlang der Garonne auf einer Länge von rund 60 Kilometern von Ambarès am Stadtrand von Bordeaux in Richtung Südosten bis Saint-Maixant bei Sainte-Croix-du-Mont. Das Gebiet umschließt dabei die Gemeindeappellationen Cadillac, Loupiac und Sainte-Croix-du-Mont, und in südöstlicher Verlängerung liegt die Appellation Côtes de Bordeaux-Saint-Macaire. Die Appellation verfügt seit dem 31. Juli 1937 über den Status einer Appellation d’Origine Contrôlée (kurz AOC).
Zugelassene Rebflächen liegen in den Gemeinden Bassens, Baurech, Béguey, Bouliac, Cadillac, Cambes, Camblanes-et-Meynac, Capian, Carbon-Blanc, Cardan, Carignan, Cénac, Cenon, Donzac, Floirac, Gabarnac, Haux, Langoiran, Laroque, Latresne, Lestiac-sur-Garonne, Le Tourne, Lormont, Monprimblanc, Omet, Paillet, Quinsac, Rions, Saint-Caprais-de-Bordeaux, Sainte-Eulalie, Saint-Germain-de-Grave, Saint-Maixant, Semens, Tabanac, Verdelais, Villenave-de-Rions und Yvrac. Die 37 Gemeinden dürfen ihren Namen an die Appellation anfügen, wenn der Mindestalkoholgehalt des Weins 11,5 Vol.-Prozent übersteigt. Das neuere Schwemmland direkt am Flussufer der Garonne ist nur als einfache Appellation Bordeaux klassifiziert.
Das Gebiet liegt im Süd-Westen der großen subregionalen Appellation Entre-Deux-Mers, eines Teils der Weinbauregion Bordeaux. Die Rebflächen umfassen rund 3.700 Hektar auf kies- und kalkhaltigen Boden am rechten Ufer der Garonne. Die mittlere Jahresernte liegt bei 195.000 Hektolitern Wein.
Nur rund 600 Hektar sind mit den weißen Rebsorten Sémillon, Sauvignon Blanc und Muscadelle bestockt. Das Verhältnis hat sich seit dem Jahr 1976 stark gewandelt, da sich die Weißweine der Region nicht mehr gut verkauften. Noch Anfang der 1980er-Jahre gab es je 50 % weiße und rote Trauben. Außerdem wurde 1973 der eigenständige Bereich Cadillac aus der Appellation Premières Côtes de Bordeaux herausgelöst. Der Zuckergehalt des Most muss bei mindestens 200 g/l liegen (siehe Mostgewicht). Nach der Vergärung liegt der Mindestalkoholgehalt des Weißweins bei 11,5 Volumenprozent und der Restzuckergehalt darf nicht unter 4 g/l liegen.
Zugelassene rote Rebsorten sind der Cabernet Sauvignon, Cabernet Franc, Carménère, Merlot, Malbec und der Petit Verdot. Der Zuckergehalt des Most muss bei mindestens 178 g/l liegen. Nach der Vergärung liegt der Mindestalkoholgehalt des Rotweins bei 10,5 Vol. Prozent.
Generell liegt die Erntebeschränkung bei 50 Hektoliter/Hektar, und die Pflanzdichte darf nicht unter 4.500 Rebstöcken je Hektar betragen.